# كاتاماركا (محافظة)
محافظة كاتاماركا هي إحدى محافظات الأرجنتين تقع في شمال غرب الأرجنتين.

## أعلام
- دومينغو مورينو
- لويس لولوار